# Jacob Ickelsheimer

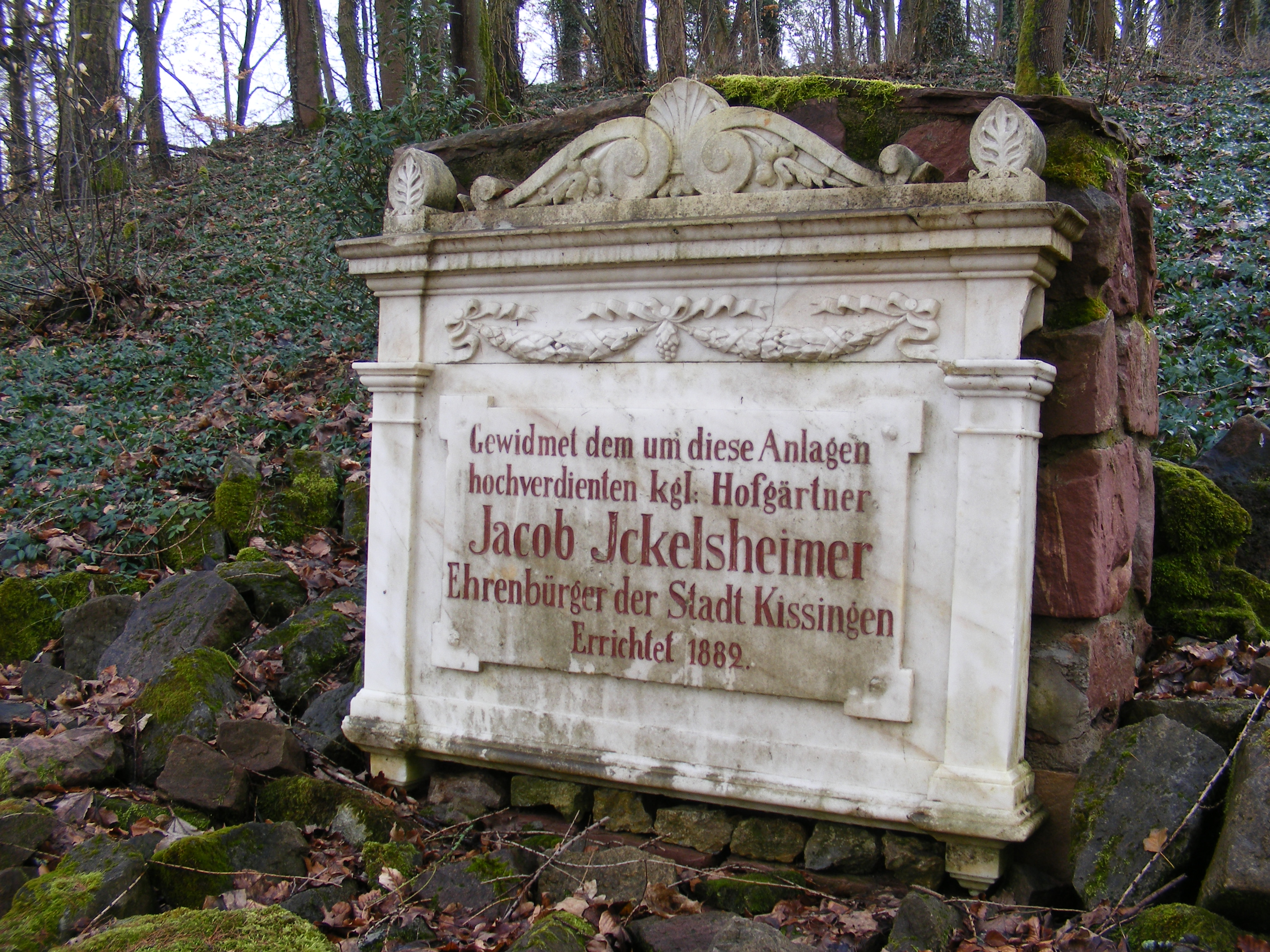
Gedenkstein für Jacob Ickelsheimer auf dem Altenberg in Bad Kissingen

Jacob Ickelsheimer (* ??; † 1880/1881 in Bad Kissingen) war ein königlich bayerischer Hofgärtner.

## Leben
Ickelsheimer versah als königlich bayerischer Hofgärtner seinen Dienst als Leiter der Kurgärtnerei im bayerischen Staatsbad Bad Kissingen.
Im Jahr 1865 wohnte er in der Kurhausstraße 79 1/2.
Im Auftrag des bayerischen Königs Maximilian II. begann Ickelsheimer ein Wiesengrundstück hinter dem Kurgarten mit seiner gusseisernen Brunnenhalle und dem Kursaal („Conversationssaal“, heute „Rossini-Saal“; siehe Arkadenbau) jenseits der Fränkischen Saale mit Baumgruppen zu bepflanzen, wodurch der heutige Kurpark seinen Anfang nahm (heute „Luitpoldpark“, benannt nach dem Prinzregenten Luitpold, Maximilians Bruder). Außerdem ließ er Ickelsheimer den bisher baumlosen Altenberg aufforsten und Promenadewege anlegen, woraus sich nach Ickelsheimers Plänen noch Jahre nach seinem Tod allmählich eine reizvolle Höhenparkanlage entwickelte. Dadurch wurden die Kuranlagen weit über den bisherigen zentralen Kurgarten hinaus erweitert.
„Als Anerkennung seiner vielfachen Verdienste für Kissingen und dessen Verschönerung“ wurde ihm im Jahr 1875 die Ehrenbürgerwürde der Stadt Bad Kissingen verliehen. Im Jahr 1882 wurde ihm nach seinem Tod ein Gedenkstein auf dem Altenberg gesetzt.